# Muckton
Muckton – wieś i civil parish w Anglii, w Lincolnshire, w dystrykcie East Lindsey. W 2011 roku civil parish liczyła 39 mieszkańców. Muckton jest wspomniana w Domesday Book (1086) jako Machetone.